# Nilssonia hurum
Nilssonia hurum är en sköldpaddsart som beskrevs av den brittiske zoologen Gray 1831. Nilssonia hurum ingår i släktet Nilssonia och familjen lädersköldpaddor. IUCN kategoriserar arten globalt som sårbar. Inga underarter finns listade i Catalogue of Life.
Arten förekommer i avrinningsområdena av floderna Ganges och Brahmaputra i Pakistan, Nepal, Indien och Bangladesh.